# Râul Bistrița, Someș
Râul Bistrița (numit și Râul Bistrița ardeleană) este un curs de apă, al cincilea afluent de dreapta al râului Șieu.

## Hidronimie
Conform unei lucrări istorice, Dovezi nouă a lui Gheorghe Popa-Lisseanu, re-editată în 2016, cu titlul de Continuitatea românilor în Dacia. Dovezi noi, toponimul Bistrița ar fi, de fapt, traducerea în/din slavonă a termenului „Repedea”. Conform lucrării, majoritatea istoricilor consideră că în trecut întregul curs al apei a purtat denumirea de „Repedea”, deși în prezent, numai un afluent al râului are această denumire. 

## Geografie
Cursul superior, aflat în amonte de confluența cu râul Bârgău în localitatea Prundu Bârgăului este numit de localnici și Râul Bistricioara. 
Râul Bistrița Ardeleană izvorăște din munții Călimani, având un traseu de aproximativ 30 km pana la confluența cu râul Șieu, în zona localității Sărățel.

## Hărți
- Harta județului Bistrița
- Harta Munții Bârgău Arhivat în 20 septembrie 2008, la Wayback Machine.
- Harta Munții Căliman Arhivat în 11 octombrie 2008, la Wayback Machine.